# 8084 Даллас
8084 Даллас (8084 Dallas) — астероїд головного поясу, відкритий 6 лютого 1989 року.
Тіссеранів параметр щодо Юпітера — 3,194.